# Gamme naturelle
Pour les articles homonymes, voir Gamme.
En théorie de la musique occidentale, une gamme naturelle (parfois appelée gamme des physiciens) est une gamme, ou un système d'accord, obtenue par des combinaisons d'intervalles purs : octave, quinte et tierce majeure pures (correspondant respectivement aux rapports de fréquence 2/1, 3/2 et 5/4). Plusieurs procédés ont été proposés, notamment par Gioseffo Zarlino, Joseph Sauveur, Hermann von Helmholtz, etc.
La gamme naturelle est essentiellement théorique. Elle trouve son origine dans l'acoustique et l'étude des fréquences vibratoires[réf. souhaitée] (d'où son nom de « gamme des physiciens »). Elle est peu utilisée de manière exacte par les musiciens.

## Histoire
Pendant tout le Moyen Âge, le seul système musical décrit en théorie est le système pythagoricien, construit à partir d'une chaîne de quintes justes (rapports 3/2). Ce système a pour défaut de créer des tierces majeures relativement trop grandes et des tierces mineures trop petites.
La première évocation de l'utilisation de la tierce majeure juste semble avoir été faite par Walter Odington, vers 1300. Bartolomé Ramos de Pareja confirme cette utilisation dans sa Musica de 1482. Lodovico Fogliano dans sa Musica Theorica (1529), décrit plusieurs accords en intonation juste qui peuvent être considérés comme des gammes naturelles.
Dès le début du XVe siècle, plusieurs textes décrivent un procédé "pythagoricien" pour produire des tierces plus justes: il faut prolonger la chaîne des quintes justes vers les bémols, puis utiliser des notes telles que La, Ré ou Sol par enharmonie, respectivement comme Sol, Do ou Fa. Ces notes permettent alors d'excellentes approximations des tierces Mi–Sol, La–Do ou Ré–Fa.

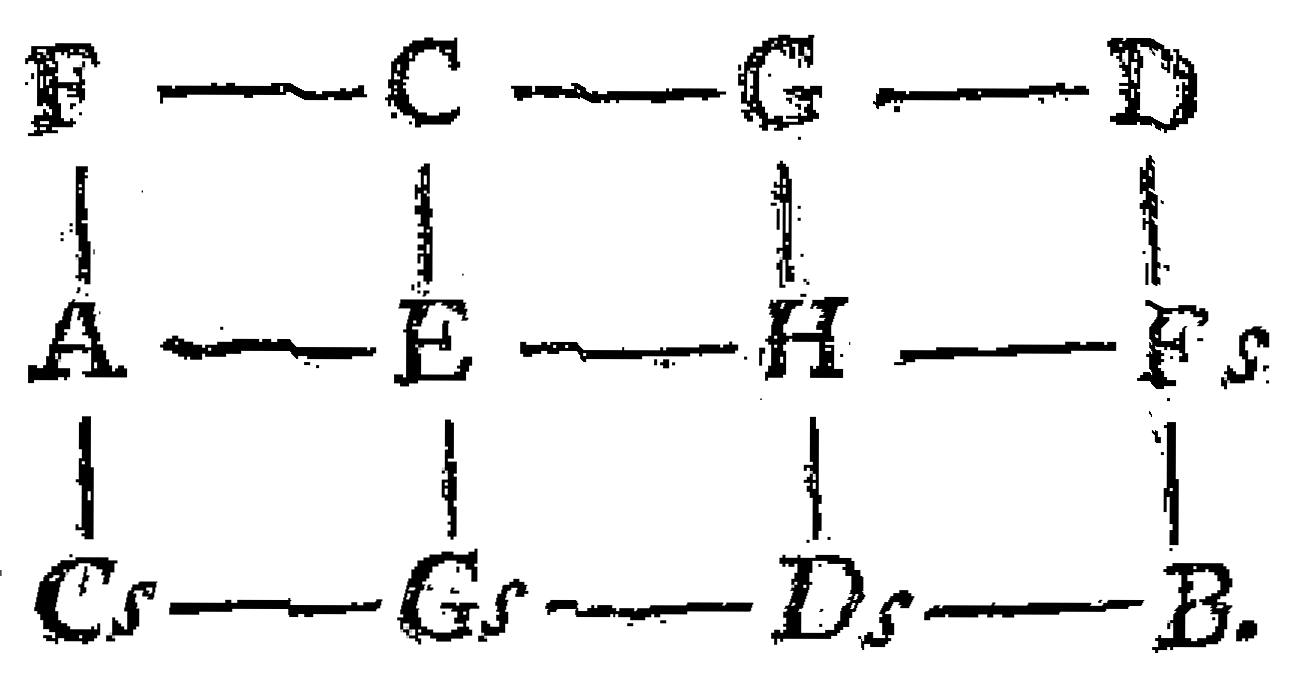
Le speculum musicae d'Euler, dans De harmoniae veris principiis, 1774.
Pour la version de 1739, voir Tonnetz

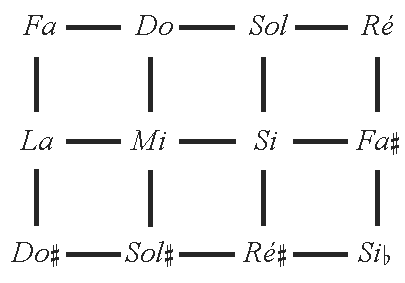
Transcription du speculum musicae d'Euler.

Ces procédés donnent naissance au XVIe siècle à deux types de systèmes: d'une part les tempéraments mésotoniques, qui diminuent (qui « tempèrent ») les quintes de la chaîne pour produire des tierces plus justes, d'autre part des descriptions plus théoriques combinant des tierces justes et des quintes justes.
Vers la deuxième moitié du XVIe siècle, Gioseffo Zarlino propose une construction par divisions successives. Il divise l'octave divisée par une quinte et une quarte justes, puis il divise la quinte par la tierce mineure et la tierce majeure. La tierce majeure est divisée enfin entre le ton mineur et le ton majeur.
Ce système a été diversement décrit ensuite comme système (ou gamme) « de Zarlino », « naturel(le) », « juste », « des physiciens », etc. Les physiciens en effet l'ont souvent décrit, parce qu'il paraît fondé sur la définition même des intervalles consonants :

« La physique moderne a généralisé la loi de Pythagore, en l'étendant des longueurs de cordes aux nombres de vibrations, et la rendant applicable aux sons de tous les instruments ; on a trouvé aussi, pour les consonnances moins parfaites des tierces, des rapports numériques simples, les rapports de 4 à 5, de 5 à 6. »

— Hermann von Helmholtz, Théorie physiologique de la musique
Leonhard Euler, en particulier, en a proposé une présentation graphique remarquable, le speculum musicae, qui a donné naissance à un réseau souvent utilisé en théorie musicale, le Tonnetz (« réseau tonal »). Comme le montre la transcription ci-contre, les 12 notes sont alignées verticalement en tierces majeures, horizontalement en quintes. Euler a fait usage de cette figure notamment pour montrer que chacune des lignes horizontales est à un comma de distance de la précédente. Si on ajoutait La à droite (et à la quinte) de Ré sur la première ligne, il serait un comma plus haut que La de la deuxième ligne (qui est à la tierce majeure de Fa).

## Utilisation de la gamme naturelle
L'intonation juste est le projet de jouer la musique avec tous les intervalles « justes », c'est-à-dire correspondant à des rapports simples (ou à des harmoniques). L'intonation juste correspond à un idéal de justesse pour les ensembles de chant ainsi pour les instruments qui n'ont pas d'accord fixe (tels que les cordes, le trombone à coulisse ou la scie musicale).
Les ajustements nécessaires par rapport à une gamme tempérée sont de l'ordre du comma. Ils sont donc réalisables sur des instruments dont la hauteur peut être légèrement ajustée dynamiquement, tels que les instruments à anche (clarinette, saxophone, etc.)
Dans les écoles de chant choral, on insiste sur la différence qu'il y a entre les différents demi-tons, et comment obtenir une justesse la plus précise possible. Ces indications de « légèrement plus haut » ou « un peu plus bas » correspondent à ce que décrit l'intonation juste : pour sonner juste, la tierce majeure doit être de 14 cents en dessous de sa valeur au tempérament égal, qui la joue trop « brillante » ; et la tierce mineure doit être remontée de 16 cents par rapport à la gamme tempérée où elle est trop « sombre ».

## Construction d'une gamme naturelle
On peut construire une gamme naturelle en partant d'une note de référence arbitraire, par rapport à laquelle les autres notes vont être définies. Dans ce qui suit, cette note de référence est fixée au Do.

### Intervalles de base
Après le rapport d'octave (2/1), les harmonies les plus simples sont le rapport de quinte (3/2) et son intervalle complémentaire la quarte (4/3). En multipliant la fréquence de référence par 3/2 on obtient le Sol, et en la multipliant par 4/3 on obtient le Fa.
On peut utiliser ensuite les rapports de tierce majeure (5/4), de sixte (5/3) et enfin de tierce mineure (6/5) pour construire respectivement le Mi, le La et enfin le Mi♭.
La gamme naturelle est formée à ce stade par les notes suivantes, qui suffisent à construire des mélodies simples :
| intervalle      | note | rapport au Do | écart au tempérament égal (cent) | rapport à la note précédente |
| --------------- | ---- | ------------- | -------------------------------- | ---------------------------- |
| Fondamentale    | Do   | 1             | —                                | —                            |
| Tierce mineure  | Mi♭  | 6/5           | +16                              | (6/5)                        |
| Tierce majeure  | Mi   | 5/4           | –14                              | demi-ton 25/24               |
| Quarte          | Fa   | 4/3           | –2                               | demi-ton 16/15               |
| Quinte          | Sol  | 3/2           | +2                               | ton 9/8                      |
| Sixte (majeure) | La   | 5/3           | –16                              | ton 10/9                     |
| Octave          | Do   | 2             | —                                | (6/5)                        |

Tonnetz : Accordage idéal où les principaux intervalles sont purs. Voir plus haut les versions originales d'Euler.

On voit dès ce stade que pour que les notes soient justes en termes de rapport de fréquence, les intervalles entre notes successives ne sont alors pas égaux. L'écart Fa-Sol est un « ton majeur » de 9/8, tandis que l'écart Sol-La est un « ton mineur » légèrement plus petit de 10/9.
L'écart entre ces deux intervalles est le comma syntonique (voir plus bas) ; sa valeur est égale à leur rapport algébrique : (9/8)/(10/9) = 81/80, soit 1,0125, légèrement inférieure au comma pythagoricien.
De même, l'écart entre Mi♭ et Mi est de 25/24, un « demi-ton chromatique », alors que celui entre Mi et Fa est de 16/15, un « demi-ton diatonique » ; l'écart entre ces deux demi-tons étant de 128/125, soit un « comma enharmonique ».
La conséquence de cette différence est que si un instrument est correctement accordé sur une gamme naturelle, par exemple en Do comme ci-dessus, il n'est pas possible d'y jouer un air de manière transposée : partant d'une autre note les intervalles s'écarteront de quelques commas de leur valeur naturelle et sonneront faux.
Ces écarts doivent être cependant relativisés. La capacité de l'oreille à discriminer des écarts d'harmonie est de l'ordre du comma, soit une dizaine de cent. Les écarts donnés ci-dessus pour les tierces et la sixte sont donc à la limite de l'audible, d'où les qualificatifs (très subjectifs) de « terne » ou « brillant » auxquels ils sont associés.
En ce qui concerne la quarte et la quinte, l'écart de deux cents entre les notes tempérées et les notes naturelles n'est pas audible par lui-même ; il ne peut être détecté qu'en prêtant attention aux légers battements qu'ils induisent dans les accords, quand ces accords sont stables, prolongés, et dans un environnement par ailleurs silencieux.

### Tons et demi-tons intermédiaires
Pour couvrir l'ensemble des demi-tons de la gamme classique, il suffit de transposer les intervalles précédents par les notes de la gamme déjà trouvées, ce qui musicalement permet de moduler les mélodies dans les tonalités correspondantes. Ceci donne :
| intervalle |           | × 3/2     | × 4/3      | × 5/4        | × 5/3       |
| ---------- | --------- | --------- | ---------- | ------------ | ----------- |
| Gamme      | Do        | Sol       | Fa         | Mi           | La          |
| Unisson    | 1/1 = Do  | 3/2 = Sol | 4/3 = Fa   | 5/4 = Mi     | 5/3 = La    |
| Tierce m   | 6/5 = Mi♭ | 9/5 = Si♭ | 8/5 = La♭  | 3/2 = Sol    | 2/1 = Do    |
| Tierce M   | 5/4 = Mi  | 15/8 = Si | 5/3 = La   | 25/16 = Sol♯ | 25/24=Do♯   |
| Quarte     | 4/3 = Fa  | 2/1 = Do  | 16/9 = Si♭ | 5/3 = La     | 10/9 = Ré   |
| Quinte     | 3/2 = Sol | 9/8 = Ré  | 2/1 = Do   | 15/8 = Si    | 5/4 = Mi    |
| Sixte      | 5/3 = La  | 5/4 = Mi  | 10/9 = Ré  | 25/24 = Do♯  | 25/18 = Fa♯ |

On construit ainsi 15 notes différentes correspondant à 15 rapports harmoniques que l'on peut organiser par ordre croissant.
| Note                             | Do  | Do♯   | Ré   | Ré  | Mi♭ | Mi  | Fa  | Fa♯   | Sol | Sol♯  | La♭ | La  | La♯  | Si♭ | Si   |
| Rapport de fréquence             | 1/1 | 25/24 | 10/9 | 9/8 | 6/5 | 5/4 | 4/3 | 25/18 | 3/2 | 25/16 | 8/5 | 5/3 | 16/9 | 9/5 | 15/8 |
| Écart au tempérament égal (cent) | 0   | -29   | -18  | 4   | 16  | -14 | -2  | -31   | 2   | -27   | 14  | -16 | -4   | 18  | -12  |

On retrouve ici la difficulté signalée pour la transposition. Le Ré ne correspond pas au même rapport suivant qu'il est considéré comme la quinte du Sol (rapport 9/8) ou comme la sixte du Fa (rapport 10/9). De même, le La♭ n'est pas le même suivant qu'il est à la tierce mineure du Fa (rapport 8/5) ou à la tierce majeure du Mi (rapport 25/16). Enfin le Si♭ est différent suivant qu'il est à la tierce mineure du Sol (9/10) ou à la quarte du Fa (16/9).
Le choix du rapport à retenir pour chacune de ces notes supplémentaires dépend du type d'harmonie dans laquelle la gamme sera utilisée.

### Gamme majeure
Si l'on utilise la gamme précédente pour une pièce polyphonique arbitrairement écrite en Do majeur, les principaux accords utiliseront des tierces et des quintes naturelles et par conséquent sonnent juste. Do majeur par définition, Fa et Sol par construction (à condition de prendre le Ré 9/8 à la quinte du Sol, donc le ton majeur), mais également La mineur (La-Do-Mi), La majeur (La-Do♯-Mi) et Mi mineur (Mi-Sol-Si) ou majeur. Les considérations harmoniques imposent ensuite le choix des valeurs pour lesquelles deux constructions sont envisageables:
- Pour que les accords de Mi7 (transition vers La mineur) sonnent juste il faut retenir le Sol dièse à 25/16 ;
- Pour que les transitions de Do7 vers Fa sonnent juste il faut retenir un Si bémol à la quarte du Fa, soit 16/9.

Avec ces choix, la gamme naturelle devient :
| Note                 | Do  | Do♯   | Ré  | Mi♭ | Mi  | Fa  | Fa♯   | Sol | Sol♯  | La  | Si♭  | Si   |
| Rapport de fréquence | 1/1 | 25/24 | 9/8 | 6/5 | 5/4 | 4/3 | 25/18 | 3/2 | 25/16 | 5/3 | 16/9 | 15/8 |
| Écart (cent)         | 0   | -29   | 4   | 16  | -14 | -2  | -31   | 2   | -27   | -16 | -4   | -12  |

Sur une telle gamme, toutes les harmonisations sur des accords simples sonneront juste et se feront sans difficultés particulières - sauf sur les passages en Ré (majeur ou mineur).

### Gamme mineure
Le mode mineur s’obtient en démarrant la gamme précédente à partir du La, pris comme nouvelle référence de fréquence :
| Note                             | La  | La♯   | Si♭   | Si    | Do  | Do♯   | Ré   | Ré    | Mi♭   | Mi  | Fa  | Fa♯   | Sol | Sol♯  | La♭   |
| Rapport à Do                     | 5/6 | 8/9   | 9/10  | 15/16 | 1/1 | 25/24 | 10/9 | 9/8   | 6/5   | 5/4 | 4/3 | 25/18 | 3/2 | 25/16 | 8/5   |
| Rapport à La (×6/5)              | 1/1 | 16/15 | 27/25 | 9/8   | 6/5 | 5/4   | 4/3  | 27/20 | 36/25 | 3/2 | 8/5 | 5/3   | 9/5 | 15/8  | 48/25 |
| Écart au tempérament égal (cent) | 0   | 12    | 34    | 4     | 16  | –13   | –2   | 20    | 32    | 2   | 14  | –17   | 18  | –11   | 29    |

De même que précédemment :
- Pour que les transitions de Do7 vers Fa sonnent juste il faut retenir un Si bémol à la quarte du Fa, soit 16/15.
- Pour que les accords de Mi7 (transition vers La mineur) sonnent juste il faut retenir le Sol dièse à 25/16 par rapport au Do, donc à 15/8 par rapport au La ;

La différence est qu'ici, l'accord à privilégier par rapport au La mineur est l'accord de Ré mineur, qui doit démarrer à la quarte (donc à 4/3), imposant cette fois-ci le choix du « Ré 10/9 » en Do, un comma plus bas que celui de la gamme de Do majeur.
Avec ces choix, la gamme naturelle mineure est :
| Note                             | La  | Si♭   | Si  | Do  | Do♯ | Ré  | Mi♭   | Mi  | Fa  | Fa♯ | Sol | La♭  |
| Rapport à La                     | 1/1 | 16/15 | 9/8 | 6/5 | 5/4 | 4/3 | 36/25 | 3/2 | 8/5 | 5/3 | 9/5 | 15/8 |
| Écart au tempérament égal (cent) | 0   | 12    | 4   | 16  | –13 | –2  | 32    | 2   | 14  | –17 | 18  | –11  |

Ainsi le passage de Do majeur en La mineur entraîne une légère altération du Ré, qui baisse d'un comma et passe d'un ton majeur à un ton mineur par rapport au Do.
Par ailleurs, dans la gamme majeure la sixte est encadrée par deux demi-ton décrits par des fractions complexes et donc peu harmoniques. Dans la gamme mineure, la sixte diminuée et la septième diminuée correspondent à des rapports peu complexes (respectivement 8/5 et 9/5). Cette indifférence de la sixte explique les trois formes du mode mineur.

## Construction théorique
NB : Dans toute la discussion qui suit, le Do ne correspond pas à une fréquence particulière, mais constitue une référence arbitraire, par rapport à laquelle les autres notes sont définies par des fractions simples (rapports de fréquence).

### Gamme de Zarlino

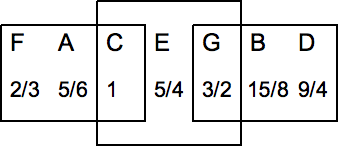
Dérivation des sept premières notes de la gamme par trois accords parfaits.

Gioseffo Zarlino (1517–1590) élabore une des multiples gammes naturelles possibles en reconnaissant une place importante à l'intervalle de tierce « pure ». Lorsqu'il calcule les intervalles selon les préceptes de Ptolémée, c'est un système purement spéculatif et abstrait qu'il produit. Il propose pour la division des intervalles simples non pas une approche fondée sur les harmoniques, mais une construction numérologique par divisions successives :
- l'octave, rapport 2:1, est divisée par la quinte (Do—Sol) et la quarte (Sol—Do), qui sont dans des rapports 4÷3÷2, c'est-à-dire que :
{\displaystyle {\frac {2}{1}}={\frac {4}{3}}\cdot {\frac {3}{2}}}, ou encore : l'octave (2/1) se trouve à une quarte (4/3) de la quinte (3/2).
- de même, la quinte (Do—Sol), rapport 3:2, doit pouvoir être divisée par la tierce majeure (Do—Mi) et la tierce mineure (Mi—Sol), suivant les rapports 6÷5÷4 ;
- et la tierce majeure (Do—Mi), rapport 5:4, se divise elle-même entre le ton majeur (Do—Ré) et le ton mineur (Ré—Mi), suivant les rapports 10÷9÷8.

La gamme naturelle se construit en particulier de trois accords parfaits à distance de quinte juste, par exemple Fa—La—Do | Do—Mi—Sol | Sol—Si—Ré. Les fréquences des quintes y sont imposées à un rapport de 3/2 ; et celles des tierces majeures sont imposées à un rapport de 5/4.
C’est une construction essentiellement théorique, qui a sans doute joué un rôle dans l’établissement des fonctions harmoniques (les accords ci-dessus forment la sous-dominante, la tonique et la dominante de Do majeur), mais qui est peu utilisable en pratique parce que les accords autres que ceux qui ont servi à sa construction ne sont pas justes.
Ces sept notes se succédant dans une octave forment alors la gamme suivante,,, la gamme diatonique de Ptolémée:
| Note       | Nom   | Do  | Do  | Ré   | Ré   | Mi    | Mi    | Fa  | Fa  | Sol  | Sol  | La  | La  | Si    | Si    | Do  | Do  |
| ---------- | ----- | --- | --- | ---- | ---- | ----- | ----- | --- | --- | ---- | ---- | --- | --- | ----- | ----- | --- | --- |
| Note       | Ratio | 1/1 | 1/1 | 9/8  | 9/8  | 5/4   | 5/4   | 4/3 | 4/3 | 3/2  | 3/2  | 5/3 | 5/3 | 15/8  | 15/8  | 2/1 | 2/1 |
| Intervalle | Nom   |     | T   | T    | t    | t     | s     | s   | T   | T    | t    | t   | T   | T     | s     | s   |     |
| Intervalle | Ratio | 9/8 | 9/8 | 10/9 | 10/9 | 16/15 | 16/15 | 9/8 | 9/8 | 10/9 | 10/9 | 9/8 | 9/8 | 16/15 | 16/15 |     |     |

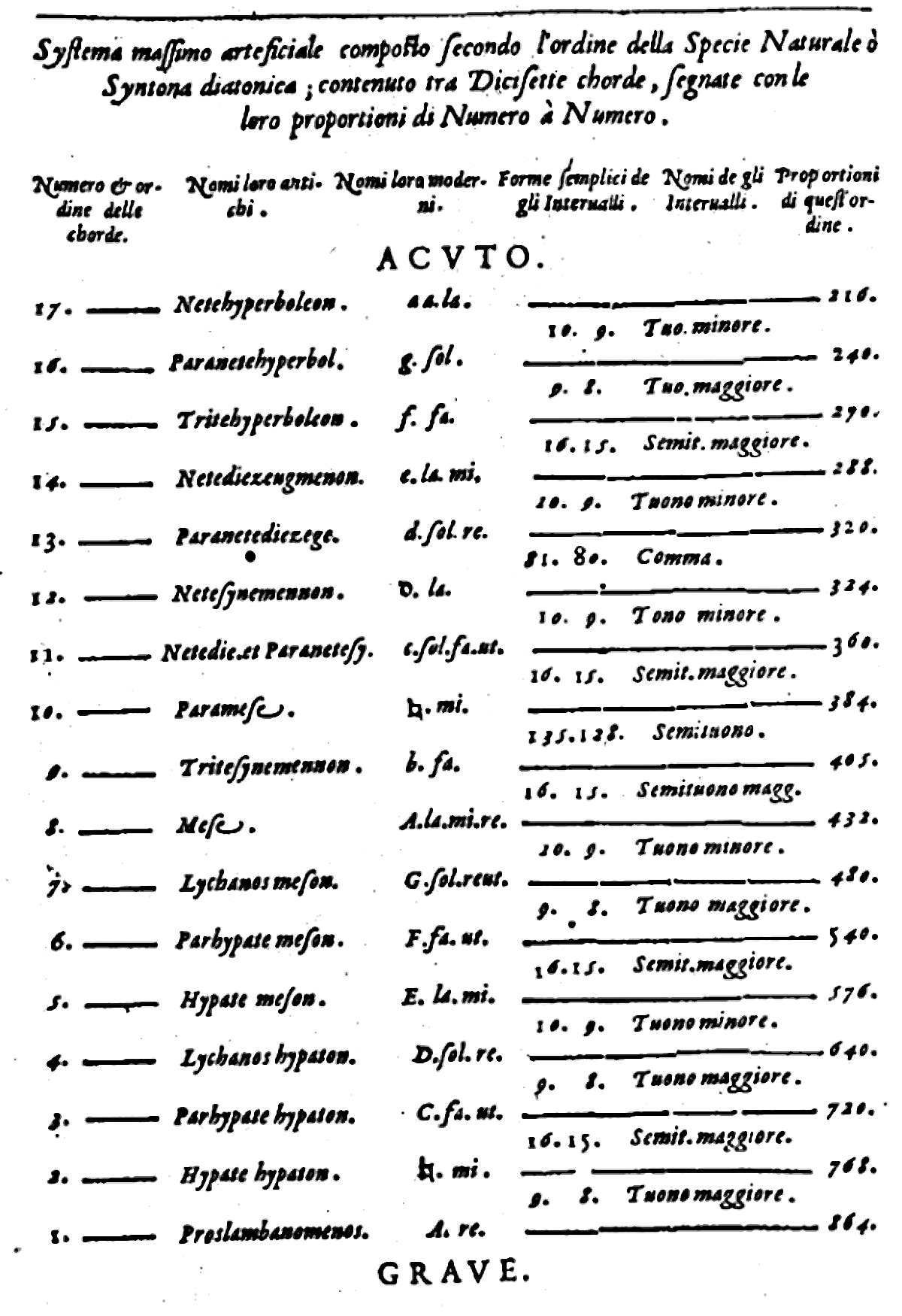
Description de sa gamme par Zarlino.

Les intervalles séparant les notes de cette gamme sont les trois briques de construction élémentaires suivantes :
- 16÷15 = s (demi-ton diatonique) ;
- 10÷9 = t (ton mineur) ;
- 9÷8 = T (ton majeur).

On appelle comma zarlinien l'intervalle entre ces deux tons : il vaut 81/80 soit 1,0125 ; c'est le comma syntonique.
Les accords consonnants peuvent alors s'analyser comme des combinaisons de ces éléments :
- 6÷5 = T + s (tierce mineure)
- 5÷4 = T + t (tierce majeure)
- 4÷3 = T + t + s (quarte juste)
- 3÷2 = T + T + t + s (quinte juste)
- 2÷1 = T + T + T + t + t + s + s (octave).

Dans cette gamme, toutes les tierces majeures sont justes, ainsi que deux des tierces mineures, mais on voit immédiatement que la tierce Ré—Fa est composée d'un demi-ton et d'un ton mineur, et est donc trop courte d'un comma.

### Demi-tons intermédiaires
Pour construire le reste de la gamme de Zarlino, les sept notes précédents sont conventionnellement complétés d'une tierce majeure « pure » (5/4) ascendante et descendante, le Fa♯ étant à la tierce du Ré, le Mi bémol tierce descendante du Sol, et ainsi de suite ; et de même pour le Fa♯ ainsi créé à partir du Ré. Neuf nouvelles notes supplémentaires sont définies, dont quatre paires qui ne sont séparées que d'un comma enharmonique de 128/125 (l'intervalle entre trois tierces pures et une octave), soit 41 cent :
| Facteur |            | 1/3        | 1           | 3          | 9            |
| ------- | ---------- | ---------- | ----------- | ---------- | ------------ |
| 25      | note ratio | Do ♯ 25/24 | Sol ♯ 25/16 | Ré ♯ 75/64 | La ♯ 225/128 |
| 5       | note ratio | La 5/3     | Mi 5/4      | Si 15/8    | Fa ♯ 45/32   |
| 1       | note ratio | Fa 4/3     | Do 1        | Sol 3/2    | Ré 9/8       |
| 1/5     | note ratio | Ré♭ 16/15  | La♭ 8/5     | Mi♭ 6/5    | Si♭ 9/5      |

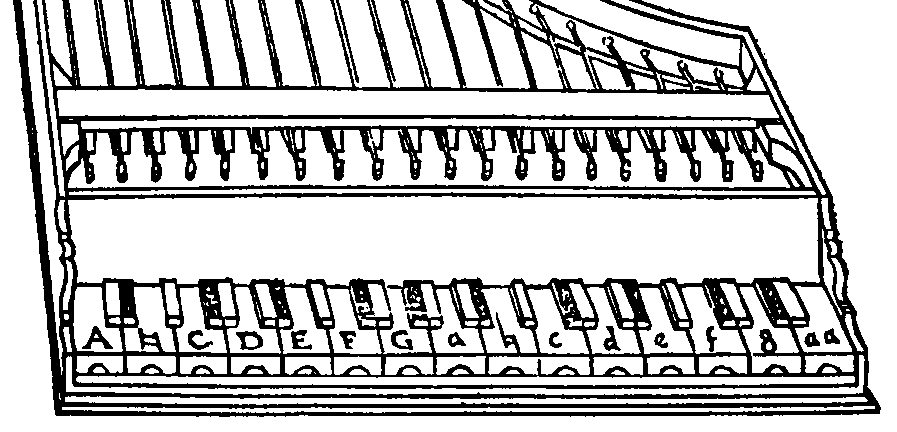
Illustration de Le istitutioni harmoniche, un clavier avec 19 touches par octave.

Ces doubles notes séparées par un comma suggèrent la construction de claviers à « feintes brisées », permettant de jouer à volonté le coma supérieur ou celui inférieur. Mais même ce système complexe ne permet pas de réaliser des transpositions correctes, qui deviennent rapidement inextricables.
Avec cette construction, le dièse a pour valeur 25/24 de la note qu'il altère, et le bémol a inversement pour valeur 24/25 de la note sur lequel il porte. De ce fait, la gamme de Zarlino a pour particularité de ne pas placer les dièses et bémols aux mêmes emplacements que dans la gamme de Pythagore :
- pour la gamme de Pythagore, Ré♭ = 28/35 ≃ 1,0534 ; Do♯ = 37/211 ≃ 1,0679 ;
- pour Zarlino, Do = 1, Do♯ = 25/24 ≃ 1,0417, Ré♭ = 27/25 = 1,08, Ré = 9/8 = 1,125.

### Construction pythagoricienne
On peut également construire cette gamme naturelle d'une manière similaire à celle de Pythagore, en autorisant également l'utilisation de puissances de cinq au lieu de se limiter à celles de deux et de trois. Cette construction plus géométrique conduit directement à la présentation suivante, de type tonnetz, mais si elle est intellectuellement plus séduisante, elle conduit à un résultat musicalement inférieur à celui de l'approche harmonique :
| Facteur |            | 1/9        | 1/3       | 1       | 3       | 9          |
| ------- | ---------- | ---------- | --------- | ------- | ------- | ---------- |
| 5       | note ratio | Ré 10/9    | La 5/3    | Mi 5/4  | Si 15/8 | Fa ♯ 45/32 |
| 1       | note ratio | Si♭ 16/9   | Fa 4/3    | Do 1    | Sol 3/2 | Ré 9/8     |
| 1/5     | note ratio | Sol♭ 64/45 | Ré♭ 16/15 | La♭ 8/5 | Mi♭ 6/5 | Si♭ 9/5    |

Pour éviter le problème du double Ré, il est possible de baisser légèrement la quinte, de manière que quatre quintes fassent exactement une tierce majeure juste. Pour cela, il faut que le rapport de quinte soit exactement la racine quatrième de cinq, soit 1,49534878 Cette modification met la quinte à 5,4 cent en dessous de sa valeur naturelle, ce qui est à peine audible.

### Réseau tonal (Tonnetz)

Réseau tonal issu de la gamme de Do majeur.

Il est possible de représenter les relations de rapport harmonique par un réseau tonal, dans lequel les harmonies simples correspondent à des déplacements élémentaires le long d'une maille, abstraction faite des rapports d'octaves (et donc, abstraction faite de tout renversement pour les accords). Une telle représentation facilitera les discussions ultérieures.
Dans la figure ci-contre, les déplacements suivant l'axe horizontal représentent des multiplications ou divisions par un facteur trois, et donc des variations d'une quinte (à droite) ou d'une quarte (à gauche). Les montées vers la droite correspondent à un rapport de tierce, donc une multiplication par un facteur cinq en montant (et une division en descendant donnant un rapport de sixte mineure). Enfin, les montées vers la gauche correspondent à la combinaison des deux, donc un rapport harmonique variant d'un rapport 5/3, soit une sixte quand on se déplace vers le haut, ou une tierce mineure si vers le bas.
La note de référence (ici, le Do, supposé de fréquence unité) est ainsi entourée des six notes avec lesquelles elle forme un rapport harmonique simple : Mi♭, Mi, Fa, Sol, La♭ et La. Les triangles avec une pointe en haut comme Do-Mi-Sol correspondent à un accord majeur, et ceux avec la pointe en bas représentent la consonance d'un accord mineur, comme La-Do-Mi.
Dans le réseau entourant Do, on voit apparaître deux notes marquées Ré, l'une dans le triangle G de Sol majeur, Sol-Si-Ré, et l'autre dans le triangle Dm de Ré mineur, Ré-Fa-La. En termes de déplacement dans le réseau, ces deux Ré sont à égale distance du Do ; mais ils n'ont pas tout à fait la même hauteur. Le Ré à la quarte du Fa (celui de gauche) est à 10/9, le « ton mineur », tandis que le Ré à la quinte du Sol (celui de droite) est à 9/8, le « ton majeur », ces deux valeurs étant séparées d'un comma (comma syntonique de 22 cent, soit 81/80).
Dans le réseau entourant le Do au second ordre, qui forme un « super-hexagone », on voit également plusieurs couples de notes pratiquement homophones : Do♯ et Ré♭, Sol♯ et La♭, Mi et Fa♭, Si et Do♭. Ces appariements traduisent le fait que trois tierces majeures (à 5/4) font « presque » une octave, la différence étant d'une septième augmentée à 125/64, trop courte d'une quarantaine de cent par rapport au rapport d'octave : dans la gamme zarlinienne, le Do♯ est plus bas que le Ré♭ (la différence est ici de l'ordre de 42 cent, donc plutôt deux commas).

## Critiques de la gamme naturelle

### Difficultés de modulation
Dans une tonalité de Do, les accords de Ré (majeur ou mineur) ne peuvent sonner juste que s'ils s'appuient sur le ton mineur (Ré 10/9). De ce fait, un instrument accordé en Do sur une gamme naturelle ne pourra pas faire sonner juste un accord de Ré, d'où la remarque de Anton Bruckner, qui pensait que la musique se pratiquait en système naturel, enseignait à Vienne que « nous savons qu'il n'y a pas de quinte juste sur le 2e degré : il s'agit chez nous de La que nous devrons préparer et résoudre ». Le La, tierce de Fa, est en effet théoriquement un comma trop bas pour servir à l'accord de Ré mineur. Mais cette difficulté n'en est pas une pour le chant, ou pour les instruments à cordes ou tempérés, où la note peut être ajustée dynamiquement d'un comma en fonction de son contexte harmonique.
Les accords et enchaînements plus complexes peuvent cependant entraîner des difficultés d'exécution. Ainsi, par exemple, un accord de Fa sixième (ou de Ré mineur septième) doit faire sonner le Ré propre de la tonalité de Fa, donc à 10/9 ; mais si cet accord se résout sur un Sol, le Ré doit changer de timbre, et monter d'un comma pour se replacer à 9/8, afin d'être correct par rapport au Sol. De tels ajustements peuvent être perturbants en chant choral, quand une voix reste sur la « même note » dans un enchaînement harmonique, mais doit néanmoins subir une hausse d'un comma pour continuer à sonner juste.
Dans une cadence préparée par un accord du quatrième degré (de type I — IV — V — I), on rencontre également une difficulté liée au Ré. Le passage de Do majeur à Fa majeur ne présente pas de difficulté de justesse, le Do étant un pivot fixe dans la transition harmonique ; de même que pour le passage final de Sol à Do, articulé sur le Sol. En revanche, à partir de l'accord de Fa majeur, la transition vers un Sol majeur est problématique : par rapport à une tonique qui est à présent passée sur le Fa, il faut normalement passer de la tonique à sa seconde, de la tierce à la quarte augmentée, et de la quinte à la sixte. Mais dans une gamme naturelle, du fait des deux valeurs possibles pour le ton, ces enchaînements peuvent se faire de différentes manières :
| Note initiale | Fréquence | Note visée            | Fréquence/Fa | Fréquence / Do | Montée          | Résultat          |
| ------------- | --------- | --------------------- | ------------ | -------------- | --------------- | ----------------- |
| Do            | 2/1       | Sixte (nat.) à 5/3    | 4/3 × 5/3    | 20/9           | 10/9=Ton mineur | Trop bas de 81/80 |
| Do            | 2/1       | Sixte (Pyth.) à 27/16 | 4/3 × 27/16  | 9/4            | 9/8=Ton majeur  | Ré juste          |
| La            | 5/3       | Quarte augmentée      | 4/3 × 25/18  | 50/27          | 10/9=Ton mineur | Trop bas          |
| La            | 5/3       | Quarte augmentée      | 4/3 × 36/25  | 48/25          | 144/125=??      | Trop haut         |
| Fa            | 4/3       | Seconde               | 4/3 × 10/9   | 40/27          | 10/9=Ton mineur | Trop bas          |
| Fa            | 4/3       | Seconde               | 4/3 × 9/8    | 3/2            | 9/8=Ton majeur  | Sol juste         |

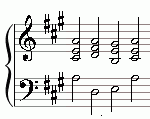
Cadence en La majeur.

On voit sur ce tableau que, partant d'une tonalité de Fa :
- Le passage de Do à Ré incite naturellement à ne monter la quinte que d'un ton mineur pour aboutir à un Ré 10/9, à la sixte juste du Fa, mais trop bas d'un comma par rapport à sa valeur théorique. Par rapport au Fa, le « Ré quinte du Sol » est à 9/4 : 4/3 = 27/16, qui correspond à la sixte pythagoricienne, de rapport plus complexe que la sixte naturelle à 5/3.
- Le passage du La au Si tombe sur un triton et ne dispose pas de repère harmonique simple ; il peut donc également s’enchaîner sur la même valeur d’un ton mineur, de toute manière il sonnera discordant.
- Et de son côté, le passage du Fa au Sol peut par lui-même se faire indifféremment en montant d'un ton majeur ou d'un ton mineur, avec une petite préférence pour le ton majeur ; mais pour que l'accord d'arrivée sonne juste, il faut que la quinte avec le Ré soit préservée par une montée en parallèle, donc ne pas avoir monté d'un ton majeur si la montée de la quinte s'est faite de son côté sur un ton mineur.

À cause de cette différence entre le Ré sixte du Fa (à 10/9) et le Ré quinte du Sol (à 9/8), la tendance naturelle sur un enchaînement d’accord de Fa vers Sol est donc de perdre un comma en Do majeur. À raison d'un comma par cadence, il suffit donc de huit ou neuf cadences pour perdre un ton en chant a cappella. Pour articuler correctement la transition entre l’accord de Fa majeur et celui de Sol majeur dans la cadence, il faut au contraire monter les trois notes d’un ton majeur, et accepter que le Ré aigu (quinte du nouvel accord de Sol) soit trop haut d’un comma par rapport à la fondamentale précédente de Fa.

### Le problème de la transposition
Par rapport à cette gamme de sept notes, les transpositions successives introduisent normalement des dièses et bémols dans l'armature des différentes transpositions, et cette introduction a en première approche la même signification : le dièse fait monter la note d'un demi-ton, le bémol la baisse d'un demi-ton. Mais dans le cas d'une gamme naturelle, l'effet d'un « dièse » de transposition ne peut pas se limiter à la note diésée. Il faudra pour cela que les intervalles de la nouvelle gamme partant de Sol soient par ailleurs les mêmes que ceux de la gamme naturelle partant de Do, ce qui n'est pas le cas.
Prenons l'exemple très simple de la transposition de Do majeur à Sol majeur. Pour effectuer une telle transposition sur un instrument à accord fixe, l'intervalle entre quinte à sixte par rapport à Do (Sol—La) dans la première tonalité doit se réinterpréter comme un intervalle entre tonique et seconde par rapport à la nouvelle tonalité de Sol (intervalle de type Do—Ré, transposé en Sol). Or dans cette gamme naturelle, l'intervalle Sol—La est un ton mineur, et Do—Ré forme un ton majeur.
| En Do  | Note       | Sol | Sol | La | La | Si | Si | Do | Do | Ré | Ré | Mi | Mi | Fa  | Fa  | Sol | Sol |
| ------ | ---------- | --- | --- | -- | -- | -- | -- | -- | -- | -- | -- | -- | -- | --- | --- | --- | --- |
| En Do  | Intervalle |     | t   | t  | T  | T  | s  | s  | T  | T  | t  | t  | s  | s   | T   | T   |     |
| En Sol | Note       | Sol | Sol | La | La | Si | Si | Do | Do | Ré | Ré | Mi | Mi | Fa♯ | Fa♯ | Sol | Sol |
| En Sol | Intervalle |     | T   | T  | t  | t  | s  | s  | T  | T  | t  | t  | T  | T   | s   | s   |     |

On voit sur ce tableau comparatif des deux gammes que l'effet d'une transposition de Do en Sol doit non seulement être de monter le Fa d'un demi ton pour arriver au Fa dièse (inversion du T et du s final), nouvelle sensible ; mais également de remonter le La d'un comma (inversion du T et du t), pour transformer le ton mineur quinte-sixte en un ton majeur de l'intervalle tonique-seconde.
Chaque nouvelle transposition implique deux modifications, l'une correspondant à une distorsion de demi-ton, l'autre à une distorsion de comma.
De ce fait, si l'on veut pouvoir transposer dans un ton quelconque, c'est toutes les notes de la gamme qui doivent pouvoir être altérées d'un comma…
On comprend dans cet exemple que si la gamme naturelle présente un grand intérêt théorique et trouve des applications directes en chant choral, elle est inutilisable en musique instrumentale dès lors que l'instrument doit pouvoir faire des transpositions.
Si l'on veut conserver la capacité à transposer tout en conservant cette justesse, il est impossible de pratiquer une intonation juste sans disposer d'un très grand nombre de degrés dans l'octave : c'est pourquoi l'intonation juste est souvent associée aux systèmes à micro-intervalles. Les autres gammes naturelles ont des inconvénients analogues.
Comme pour la gamme de Pythagore, ces problèmes musicaux ont incité les théoriciens à envisager de nouveaux principes de division de l'octave, et ont conduit à privilégier progressivement la gamme tempérée pour les instruments à accord fixe devant pouvoir transposer.

### Consonances mélodiques et tonalité

Réseau tonal : une mélodie Ré-Sol-Mi-La-Ré menée uniquement par intervalle harmonique conduit normalement à changer de Ré.

L'idée fondamentale d'une « intonation juste » est avant tout que les différentes voix d'une polyphonie soient en rapport harmonique les unes par rapport aux autres, donc dans une consonance « verticale ». Dans la mesure du possible, il paraît tout autant souhaitable que les variations mélodiques utilisent également des intervalles justes, c'est-à-dire qu'il y ait une consonance « horizontale », ou « oblique » d'une voix sur l'autre — une harmonie entre une voix et l'impression laissée par la note précédente, ou avec son propre écho.
Cette exigence est cependant impossible à réaliser constamment dans le cas général, ce que montre un exemple simple comme la répétition obstinée du motif Ré Sol Mi La, Ré Sol Mi La… Il est facile de voir sur le réseau tonal que si l'on s'impose de ne progresser que par intervalles justes, donc suivant les arêtes de la grille triangulaire, le deuxième Ré n'est pas le même que le premier : si le Ré de départ est celui à la quinte du Sol, le second sera celui à la quarte du La, situé un comma plus bas[pas clair]. L'exigence de consonance horizontale conduirait à perdre un rapport 80/81 à chaque répétition du motif, donc un ton en neuf répétitions — ce qui est évidemment absurde sur le plan musical.
Pour éviter cette dérive tonale, le principe de l'harmonie « horizontale » ne peut pas se limiter à prendre en compte les variations par rapport aux notes précédentes, processus sans mémoire conduisant nécessairement à des dérives, mais doit également respecter une consonance par rapport à la référence -fixe mais implicite- que constitue la tonalité de la pièce musicale.[citation nécessaire]
Dans l'exemple précédent, si la tonalité est en Sol majeur, son second degré (ici tombant sur le La) est ambigu. Comme indiqué plus haut, pour que ce second degré puisse être interprété avant tout comme la quinte de la quinte (ce qui est naturel en termes d'harmonisation, si on pense le motif comme supporté par la série d'accords G—Em—Am—D7) il faut le maintenir à 9/8 de sa tonique, donc ici imposer ici que la transition entre Mi et La ne se fasse pas sur une quarte juste mais sur un rapport de fréquence moins consonnant de 27/20, plus haut d'un comma (de 81/80).
Mais inversement, un tel ajustement dépend du contexte musical, et ne sera pas toujours nécessaire. Si dans une pièce en Sol majeur, un passage mélodique soutenu par un Am constant réalise une transition Mi-La-Do, il serait absurde de hausser le La intermédiaire d'un comma : le contexte harmonique étant ici fixe, c'est bien le La à la quarte juste du Mi (celui du contexte en Am) qu'il faudra retenir.
On voit dans cet exemple que la préoccupation d'une « intonation juste » conduit à interpréter la même note avec des intonations mouvantes, ce qui ne correspond pas au concept habituel d'échelle diatonique. L'exemple est ici relativement simple et ne porte que sur le deuxième degré de la tonalité, mais des harmonisations plus complexes peuvent potentiellement impliquer des ajustements identiques sur n'importe quel degré. L'intonation juste est en fait radicalement incompatible avec la notion de gamme, et nécessite de pouvoir faire de tels ajustements.

### Mythe de la dérive du diapason

Premières mesures du God save the Queen.

Cheminement harmonique de G—Em—Am—D—G.

L'informatique a rendu possible la construction d'instruments dont les degrés s'ajustent en temps réel aux intervalles environnants et qui semblent donc réaliser enfin l'utopie de l'intonation juste. Le problème, cependant, est que la fluctuation des degrés peut aboutir à une dérive du diapason (c'est-à-dire des hauteurs absolues).
Comme signalé plus haut, un enchaînement d'accords comme celui d'une cadence peut conduire à une variation d'un comma, si les passages d'une note à l'autre ne se font que par des intervalles naturels. Même si l'on assouplit cette contrainte, il semble logique d'exiger au moins, pour l'harmonie horizontale, que dans des enchaînement les notes communes à deux accords consécutifs (ou les voix à l'octave l'une de l'autre) ne doivent pas varier.
Cependant, même une exigence aussi simple n'est pas tenable, comme le montre l'exemple simple du God save the Queen. Cet hymne commence simplement sur ses deux premières mesures par un enchaînement harmonique G—Em—Am—D, pour revenir sur G à la troisième mesure. Si l'on impose de respecter un « principe de la note commune » sur un tel enchaînement simple, le La du quatrième accord devra être identique à celui du troisième. Dans ce cas, on voit sur le tonnetz ci-contre que le cheminement d'accord conduit à une dérive du diapason : le Ré du quatrième accord ne sera pas identique à celui du premier, mais sera situé un comma plus bas que le Ré du départ.
Ce type de problème conduit à la conclusion erronée qu'une interprétation harmoniquement parfaite de certaines pièces doit nécessairement conduire à une dérive du diapason.
Ici encore, si l'on veut éviter des dérives du diapason, le principe d'harmonie horizontale ne peut s'appliquer que s'il est subordonné au respect d'une tonalité fixe implicite, permanente d'un bout à l'autre de la pièce. Dans cet exemple, parce que l'on est dans une tonalité de Sol majeur, le passage du troisième au quatrième accord ne peut pas se faire sur un La constant. Ce second degré de cette gamme en Sol doit s'ajuster à des hauteurs différentes suivant qu'il accompagne la tierce de la quarte (sur le La mineur) ou à la quinte de la quinte (sur le Ré majeur). Dans cette harmonisation, le premier La est porté par les sopranos, et le second l'est par les ténors une octave plus bas, l'ajustement peut donc passer relativement inaperçu ; mais si ces deux La avaient été portés par la même voix, celle-ci aurait dû monter d'un comma le deuxième pour rester dans le ton de la pièce.
Cependant, ce réajustement n'est pas toujours nécessaire. Si l'on imagine un enchaînement harmonique de début identique comme G—Em—Am—Dm—F—C—G, il n'y a pas dans ce cas de raison d'imposer un changement entre le Am et le Dm, qui serait immédiatement compensé par le retour en F suivant. Dans ce contexte, il serait au contraire correct de jouer l'enchaînement Am—Dm—F en maintenant le La intermédiaire un comma plus bas que celui impliqué par la tonalité de départ.
L'intonation juste, en bref, ne peut pas former une « gamme » stable.

## Tableau de synthèse
Les principaux rapports harmoniques et intervalles, :
| Note       | Intervalle depuis Do                  | Fréquence f (Hz) | Rapport f/f_Do     | Cents depuis Do | Cents (gamme tempérée) |
| ---------- | ------------------------------------- | ---------------- | ------------------ | --------------- | ---------------------- |
| Do         | Unisson                               | 264,00           | 1/1 = 1            | 0               | 0                      |
| Do+        | Comma syntonique                      | 267,30           | 81/80 = 1,0125     | 21,5            | 0                      |
|            | Comma Pythagoricien                   | 267,60           | 312 / 219 ≃ 1,0136 | 23,5            | 0                      |
| Do ♯       | ½ ton chromatique ou mineur           | 275,00           | 25/24 ≃ 1,042      | 71              | 100                    |
| (Ré♭ Pyt)  | Bémol pythagoricien - limma           | 278,123          | 28 / 35 ≃ 1,0535   | 90              | 100                    |
| Ré ♭       | ½ ton majeur / diatonique / zarlinien | 281,60           | 16/15 ≃ 1,067      | 112             | 100                    |
| (Do♯ Pyt.) | Dièse pythagoricien - apotome         | 281,92           | 37 / 211 ≃ 1,0679  | 114             | 100                    |
| Ré bas     | ton mineur                            | 293,33           | 10/9 ≃ 1,111       | 182             | 200                    |
| Ré         | ton majeur                            | 297,00           | 9/8 = 1,125        | 204             | 200                    |
| Ré ♯       | seconde augmentée                     | 309,98           | 75/64 ≃ 1,172      | 275             | 300                    |
| Mi ♭       | tierce mineure                        | 316,80           | 6/5 = 1,2          | 316             | 300                    |
| Mi         | tierce majeure                        | 330,00           | 5/4 = 1,25         | 386             | 400                    |
| Mi+        | Diton (tierce Pyth.)                  | 334,125          | 81/64 = 1,2656     | 408             | 400                    |
| Fa ♭       | quarte diminuée                       | 337,92           | 32/25 = 1,28       | 427             | 400                    |
| Mi ♯       | tierce augmentée                      | 343,75           | 125/96 ≃ 1,302     | 457             | 500                    |
| Fa         | quarte juste                          | 352,00           | 4/3 ≃ 1,333        | 498             | 500                    |
| Fa+        | quarte forte                          | 356,40           | 27/20 = 1,350      | 520             | 500                    |
| Fa++       | harmonique onze                       | 362,9            | 11/8 = 1,375       | 551             |                        |
| Fa ♯       | quarte augmentée (triton)             | 371,25           | 45/32 ≃ 1,406      | 590             | 600                    |
| Sol ♭      | quinte diminuée                       | 375,47           | 64/45 ≃ 1,422      | 610             | 600                    |
| Sol        | quinte juste                          | 396,00           | 3/2 = 1,5          | 702             | 700                    |
| Sol ♯      | quinte augmentée                      | 412,50           | 25/16 ≃ 1,563      | 773             | 800                    |
| La ♭       | sixte mineure                         | 422,40           | 8/5 = 1,6          | 814             | 800                    |
| La         | sixte majeure                         | 440,00           | 5/3 ≃ 1,667        | 884             | 900                    |
| La         | sixte Pyth.                           | 445,50           | 27 / 16 ≃ 1,687    | 906             | 900                    |
| Si ♭--     | harmonique sept                       | 462              | 7/4 = 1,75         | 969             | 1 000                  |
| La ♯       | sixte augmentée                       | 464,06           | 225/128 ≃ 1,758    | 977             | 1 000                  |
| Si ♭-      | septième mineure faible               | 469,33           | 16/9 ≃ 1,777       | 996             | 1 000                  |
| Si ♭       | septième mineure                      | 475,20           | 9/5 = 1,8          | 1 018           | 1 000                  |
| Si         | septième majeure                      | 495,00           | 15/8 = 1,875       | 1 088           | 1 100                  |
| Do ♭       | octave diminuée                       | 506,88           | 48/25 = 1,92       | 1 129           | 1 100                  |
| Si ♯       | septième augmentée                    | 515,63           | 125/64 ≃ 1,953     | 1 159           | 1 200                  |
| Do         | octave                                | 528,00           | 2/1 = 2            | 1 200           | 1 200                  |

## Autres concepts de «gamme naturelle»

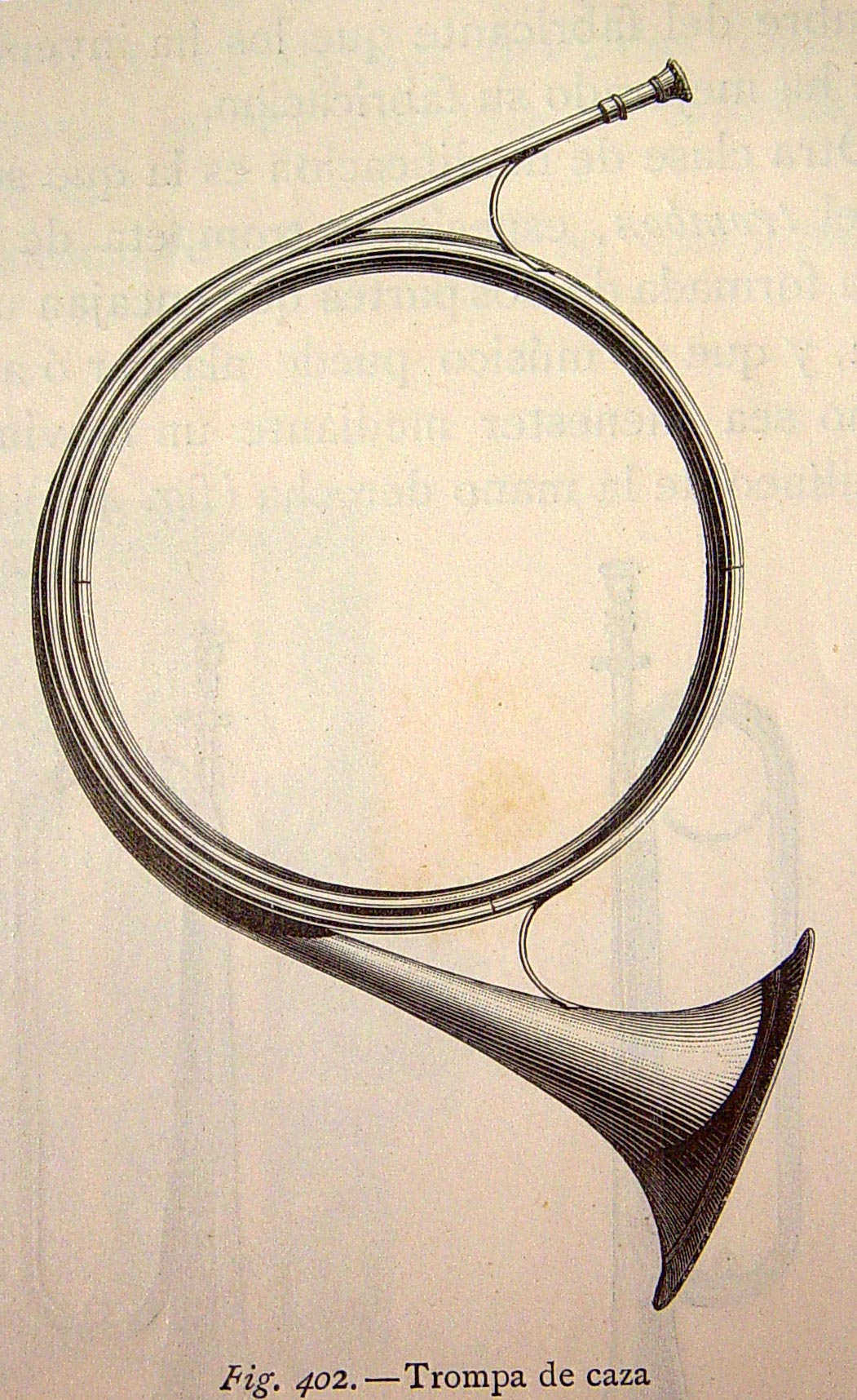
trompe de chasse.

La gamme naturelle est parfois confondue avec la gamme « acoustique », formée des harmoniques 8 à 16 de sa fondamentale. Les intervalles successifs correspondent alors par définition aux rapports entre les nombres entiers de 8 à 16 : 9:8, 10:9, 11:10… 15:14, 16:15. En d'autres termes, les intervalles successifs deviennent de plus en plus petits à mesure que l'on monte la gamme, avec des intervalles diminuant insensiblement du ton entier au demi-ton. Si la gamme est construite sur Do, ses notes successives sont approximativement Do, Ré, Mi, [Fa♯], Sol, [La♭], [Si♭], Si et Do. Mais Fa♯, qui divise l'intervalle mi-sol en deux parties inégales, est en réalité un quart de ton trop bas; Si♭ de même, entre La et Si, est un quart de ton trop bas; l'intervalle entre Sol et [La♭] est un assez petit ton ou un assez grand demi-ton (plus précisément 1,4 demi-ton) ; etc.
Cette construction, purement théorique, a été utilisée à partir de la fin du XIXe siècle dans une approximation réalisée au moyen de notes du tempérament égal (voir échelle acoustique (en)).
Une telle gamme a trois notes (Fa♯, La♭ et Si♭) qui ne correspondent que d'assez loin aux notes réellement utilisées en musique occidentale (quel que soit l'accordage utilisé). On peut noter cependant que le onzième harmonique est une excellente approximation du quart de ton (à 551 cent au lieu de 550), utilisé dans les musiques orientales (maqâm). Ce serait la gamme naturellement jouée par la trompe de chasse, mais les sonneries de chasse se limitent en pratique au Sol aigu, ne faisant pas jouer les deux notes douteuses suivantes. Dans ce cas précis, toutefois, la trompe de chasse utilise occasionnellement le Si♭ de l'harmonique 7 (trop bas) et le Fa+ de l'harmonique 11, ce qui donne une couleur toute particulière aux sonneries de cet instrument :